# Angiopatía
La angiopatía es un término médico que se refiere a una enfermedad de los vasos sanguíneos, tales como una arteria, una vena o en los capilares. La más prevalente y conocida es la angiopatía diabética, una de las complicaciones potencialmente fatales de la diabetes crónica. Otra angiopatía muy frecuente en ancianos es la angiopatía amiloide cerebral, presente en trastornos como la enfermedad de Alzheimer y una causa importante de hemorragia intracraneal.

## Clasificación
Hay dos tipos de angiopatías, la macroangiopatía, caracterizada por un bloqueo y obstrucción del flujo sanguíneo por depósitos de grasa y coágulo sanguíneo, y la microangiopatía que produce tal engrosamiento de la pared del vaso que causa sangrado, escapes de proteínas y una considerable disminución en el flujo sanguíneo por dicho vaso.